# Cardiophorus kruegeri
Cardiophorus kruegeri là một loài bọ cánh cứng trong họ Elateridae. Loài này được Pic miêu tả khoa học năm 1928.